# Megamphopus ctenurus
Megamphopus ctenurus är en kräftdjursart. Megamphopus ctenurus ingår i släktet Megamphopus och familjen Isaeidae. Inga underarter finns listade i Catalogue of Life.